# 100 Greatest South Africans

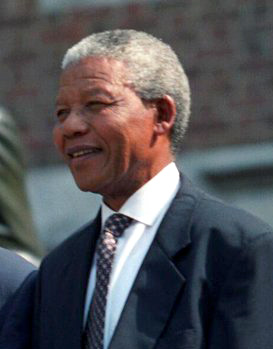
Nelson Mandela no 1

Les 100 Greatest South Africans est une émission spéciale de la télévision sud-africaine datant de 2004 et qui consistait à déterminer par un vote du public les « 100 plus grandes personnalités d'Afrique du Sud ». 
À cette fin, des milliers de Sud-Africains avaient pris part à une enquête informelle pour déterminer quelles étaient selon eux ces 100 personnalités. Les votes pouvaient être exprimés par téléphone, SMS, et sur le site gouvernemental de la chaîne de télévision de la South African Broadcasting Corporation, SABC 3, qui diffusa une série de biographies et de documentaires dans les semaines précédant l'annonce de ce Top 100.
Cette initiative fut inspirée de la série de la BBC 100 Greatest Britons, qui vit le dirigeant de la Seconde Guerre mondiale, Winston Churchill, remporter le sondage en tant que plus grande personnalité britannique de l'histoire. 
En Afrique du Sud, c'est Nelson Mandela qui se trouva en tête de liste, un choix populaire et prévisible, étant donné sa stature d'opposant puis de chef d'État, et de symbole de la fin de l'apartheid, et de la réconciliation qui s'ensuivit.
D'autres personnalités populaires comprennent par ailleurs le professeur Christiaan Barnard, le pionnier des opérations cardiaques, le général Jan Smuts, Premier ministre au cours de la Première Guerre mondiale et cofondateur de la Société des Nations, Shaka Zulu, le chef de guerre des Zoulous au XIXe siècle et le pionnier du Web et astronaute Mark Shuttleworth.
Alors que l'établissement de cette liste avait pour ambition d'être le prétexte à un programme de divertissement, elle se retrouva rapidement au cœur d'une polémique, plusieurs « Grands Sud-Africains » étant des personnalités controversées. Ainsi, Hendrik Verwoerd, « l'architecte de l'apartheid », se retrouva plus haut qu'Albert Luthuli, le premier prix Nobel de la paix d'Afrique du Sud.

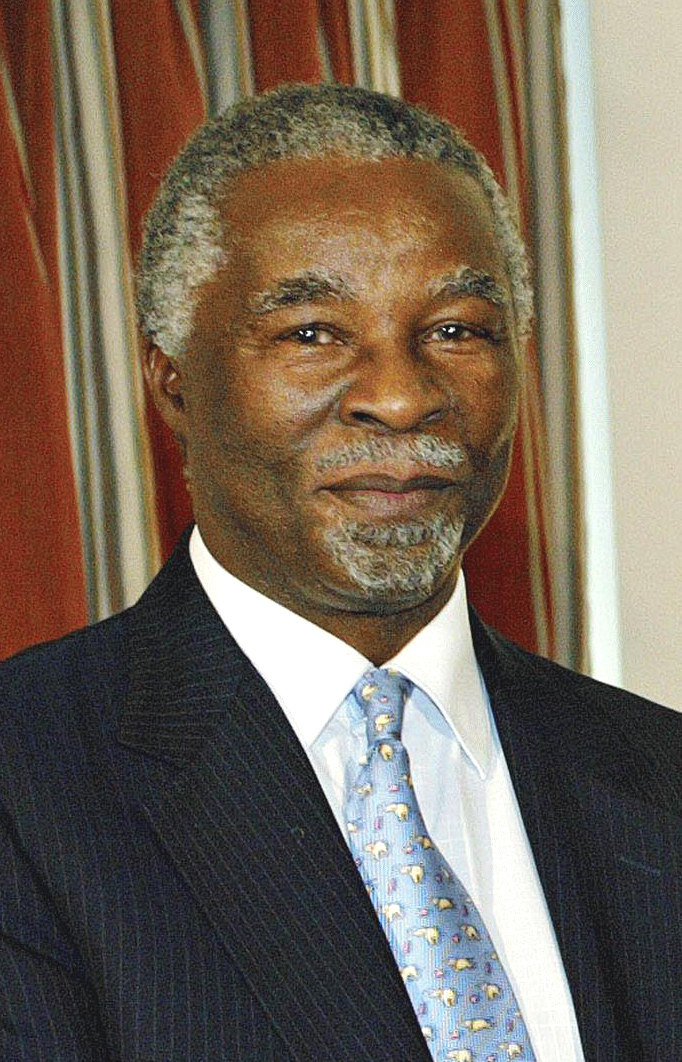
Thabo Mbeki no 7

D'autres choix controversés furent ceux de Hansie Cronje (11e), l'ancien capitaine de l'équipe d'Afrique du Sud de criquet accusé de corruptions d'arbitres, Jeremy Mansfield, un animateur radio surtout connu pour ses coups de téléphones douteux et ses allusions à caractère sexuel, ou Eugène Terre'Blanche, un extrémiste raciste fondateur de l'AWB.
Le débat national qui suivit la publication de cette liste reflétait les divisions profondes qui continuent de marquer la société sud-africaine, même dix ans après la fin de l'apartheid et les premières élections multiraciales. Le 15 octobre 2004, sous les pressions de commentateurs politiques et de certains média, la SABC décida d'annuler l'émission de télévision, laissant les positions 2 à 10 encore à décider.

## Classement
Voici la liste originale des 100 Greatest South Africans, avec les positions 2 à 10 qui auraient dû être confirmées par un vote du public avant qu'elle soit annulée :

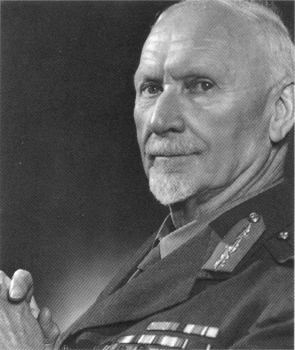
Jan Smuts no 9

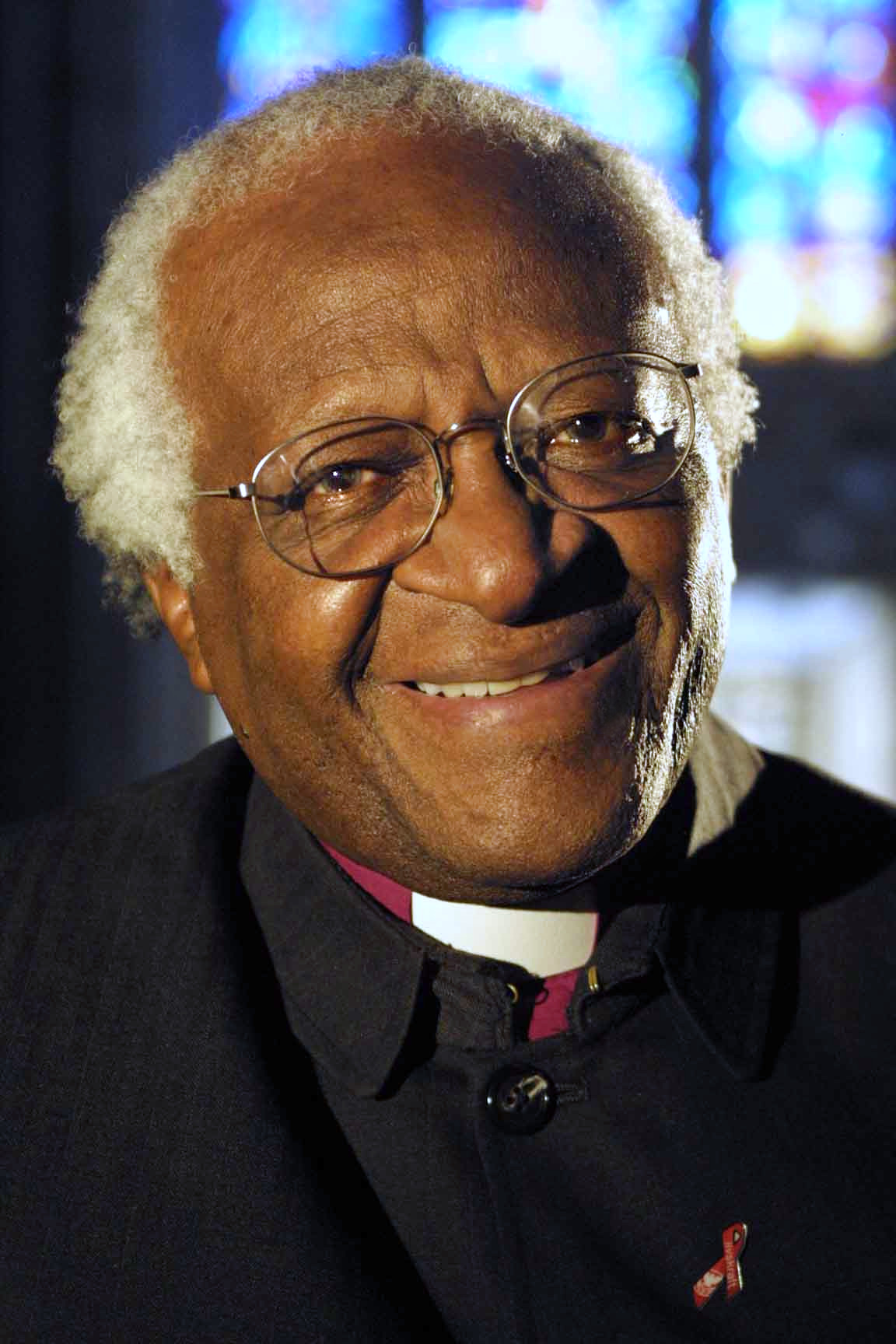
L'archevêque Desmond Mpilo Tutu no 10

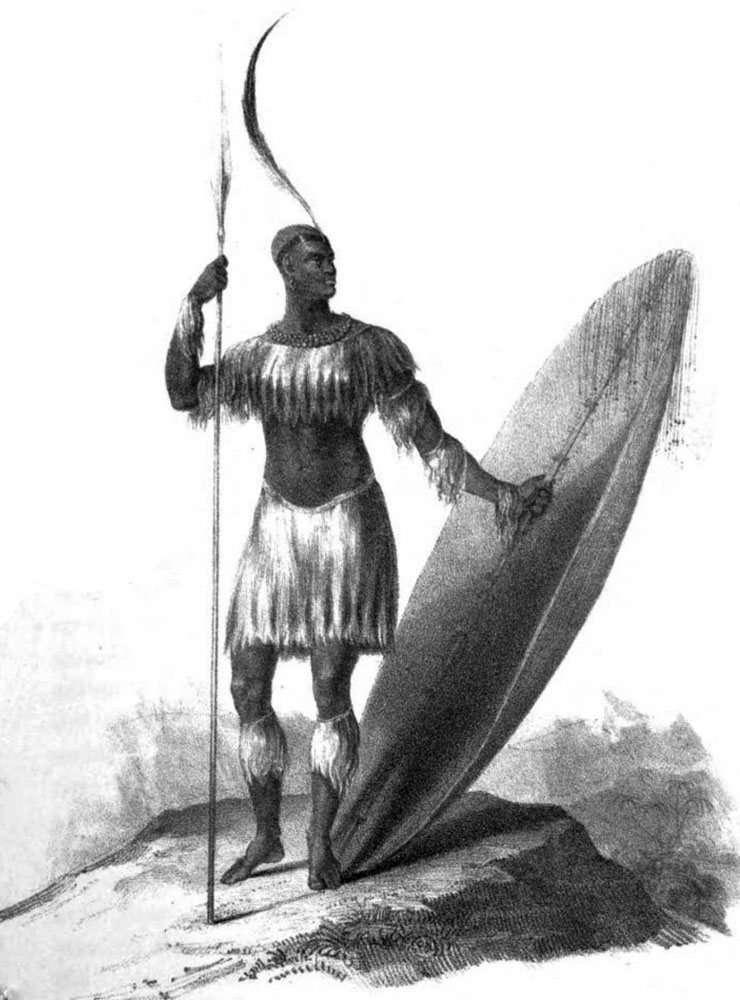
Shaka Zulu no 14

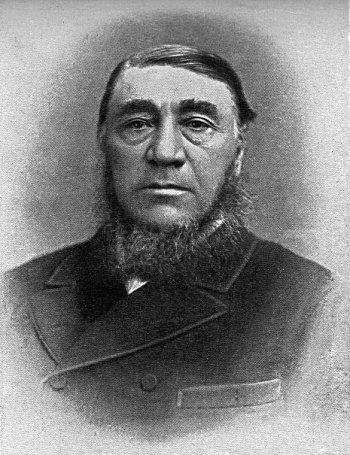
Paul Kruger no 27

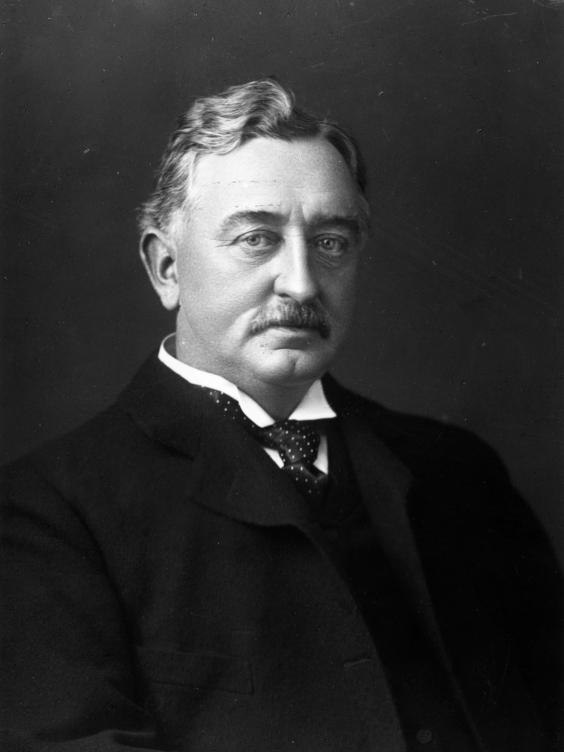
Cecil Rhodes no 56

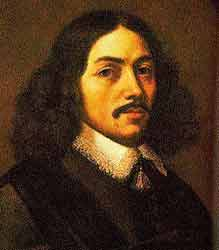
Jan van Riebeeck no 63

Mimi Coertse, no 94

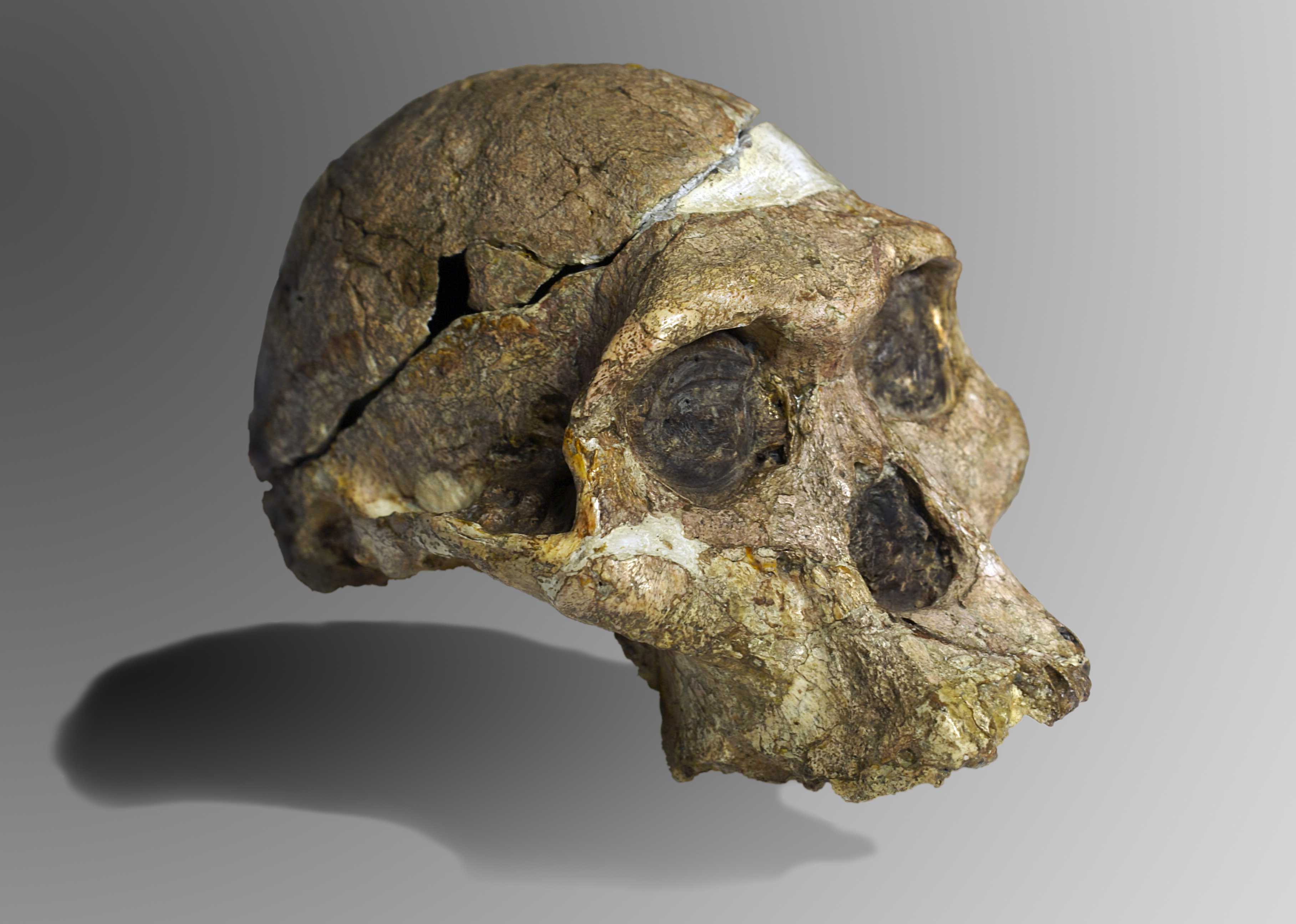
Mrs Ples no 95

1. Nelson Mandela, premier président de l'Afrique du Sud post-apartheid et co-prix Nobel de la paix (1918-2013)
2. Christiaan Barnard, pionnier des opérations cardiaques (1922-2001)
3. Frederik de Klerk, ancien président et co-prix Nobel de la paix (1936-2021)
4. Mahatma Gandhi, militant politique indien (1869-1948)
5. Nkosi Johnson, enfant qui mourut du SIDA (1989-2002)
6. Winnie Madikizela-Mandela, icône politique et deuxième femme de Nelson Mandela (1936-2018)
7. Thabo Mbeki, président de l'époque (1942- )
8. Gary Player, joueur de golf (1936- )
9. Jan Smuts, ancien premier ministre (1870-1950)
10. Desmond Tutu, homme d'Église et prix Nobel de la paix
11. Hansie Cronje, joueur de cricket (1969-2002)
12. Charlize Theron, actrice, lauréate d'un Oscar du cinéma  (1975- )
13. Steve Biko, militant politique (1946-1977)
14. Shaka Zulu, fondateur de l'empire Zoulou (1787-1828)
15. Mangosuthu Buthelezi, homme politique et prince Zoulou
16. Tony Leon, homme politique (1956- )
17. Brenda Fassie, chanteuse (1964-2004)
18. Mark Shuttleworth, entrepreneur du Web, fondateur de Thawte, astronaute
19. Hendrik Frensch Verwoerd, ancien Premier ministre et concepteur de l'apartheid (1901-1966)
20. Chris Hani, militant politique (1942-1993)
21. Bonginkosi Dlamini, poète, acteur et musicien surnommé aussi « Zola »
22. Patricia de Lille, femme politique
23. Johnny Clegg, surnommé le "Zoulou blanc", musicien (1953- 2019)
24. Helen Suzman, femme politique (1917- )
25. Eugène Terre'Blanche, extrémiste de droite afrikaner
26. Pieter Dirk Uys humoriste politique
27. Paul Kruger, président de la République du Transvaal à quatre reprises (1825-1904)
28. Anton Rupert, homme d'affaires et environnementaliste
29. Jonty Rhodes, joueur de cricket
30. Leon Schuster, réalisateur, humoriste et acteur
31. Oliver Tambo, militant politique (1917-1993)
32. Steve Hofmeyr, musicien et acteur
33. Walter Sisulu, militant politique (1912-2003)
34. Cyril Ramaphosa, personnalité politique et homme d'affaires
35. J. R. R. Tolkien, écrivain (1892-1973)
36. Beyers Naude, homme d'Église et militant anti-apartheid (1915-2004)
37. Ernie Els, joueur de golf (1969 - )
38. Miriam Makeba, musicienne
39. Patrice Motsepe, homme d'affaires
40. Trevor Manuel, homme politique, ministre
41. Albert Luthuli, homme d'Église, personnalité politique et Prix Nobel de la paix 1960 († 1967)
42. Robert Sobukwe, personnalité politique (1924 - 1978)
43. Tokyo Sexwale, personnalité politique et homme d'affaires
44. Danny Jordaan, personnalité politique et dirigeant de club de football
45. Fatima Meer, scientifique et militante politique
46. Ahmed Kathrada, militant politique
47. Joe Slovo, personnalité politique, chef du parti communiste sud-africain (1926 - 1995)
48. Natalie du Toit, nageuse
49. Jomo Sono, entraîneur de football
50. Francois Pienaar, ancien Springboks capitaine de l'équipe de rugby des Springboks (1967 - )
51. John Kani, acteur, écrivain
52. Penny Heyns, nageuse
53. Jeremy Mansfield, personnalité de radio et télévision
54. Lucas Radebe, ancien joueur de football des Bafana Bafana
55. Mamphela Ramphele, militante politique, mère du fils de Steve Biko
56. Cecil Rhodes, homme politique et homme d'affaires, ancien premier ministre de la Colonie du Cap (1853 - 1902)
57. Albertina Sisulu, militante politique et épouse de Walter Sisulu (1919 - 2011)
58. Aggrey Klaaste, journaliste et éditeur
59. Alan Paton, auteur (1903 - 1988)
60. Harry Oppenheimer, homme d'affaires (1908 - 2000)
61. Zackie Achmat, militant SIDA
62. Doctor Khumalo, joueur de football
63. Jan van Riebeeck, premier administrateur colonial (1619 - 1677)
64. Bruce Fordyce, marathonien
65. Enoch Sontonga, enseignant, prêcheur et compositeur de "Nkosi Sikelel' iAfrika"
66. Zola Budd, athlète (1966 - )
67. Sol Plaatje, journaliste et militant politique (1877 - 1932)
68. Danie Craven, joueur de rugby et administrateur (1910 - 1994)
69. Allan Boesak, clerc et homme politique
70. Felicia Mabuza-Suttle, femme de télévision et femme d'affaires
71. Yvonne Chaka Chaka, musicienne
72. "Baby" Jakes Matlala, boxeur
73. Kaizer Motaung, fondateur du Kaizer Chiefs Football Club
74. Basetsana Kumalo, ancienne Miss Afrique du Sud, présentatrice et femme d'affaires
75. Antjie Krog, poétesse, écrivaine et femme de théâtre
76. Dullah Omar, homme politique
77. Mandoza, musicien
78. Nkosazana Dlamini-Zuma, femme politique, ministre des affaires étrangères depuis 1999
79. Raymond Ackerman, homme d'affaires
80. Nadine Gordimer, 1991 Prix Nobel de littérature en 1991 - auteur (1923 -2014)
81. Daniel François Malan, ancien premier ministre ayant mis en place les fondements de l'Apartheid (1874 - 1959)
82. Frederik van Zyl Slabbert, homme politique
83. James Barry Munnik Hertzog, ancien premier ministre (1866 - 1942)
84. Hector Pietersen, un enfant dont la mort devint symbole du soulèvement de Soweto en juin 1976
85. Sewsunker "Papwa" Sewgolum, joueur de golf
86. William Smith, professeur de télévision et présentateur
87. Pieter Willem Botha, ancien premier ministre et président (1916 - 2006)
88. Hugh Masekela, musicien
89. Bulelani Ngcuka, homme politique
90. Jody Scheckter, champion de Formule un (1950 - )
91. George Bizos, avocat
92. Mbongeni Ngema, écrivain, acteur, chorégraphe et directeur
93. PJ Powers, musicien
94. Mimi Coertse, musicien
95. Mrs Ples, le plus vieil hominidé dont le crâne fut trouvé à Sterkfontein
96. Abdullah Ibrahim, aka "Dollar Brand", musicien
97. Govan Mbeki, militant politique et père de Thabo Mbeki
98. Jamie Uys, réalisateur (1921 - 1996)
99. Jacobus Hendrik Pierneef, artiste
100. Athol Fugard, écrivain (1932 - )

## Autres adaptations de l'émission
- 100 Greatest Britons
- The Greatest American
- Le Plus Grand Français de tous les temps
- Unsere Besten, La plus grande personnalité canadienne
- De Grootste Nederlander
- Suuret Suomalaiset
- The Greatest American
- Il più grande (italiano di tutti i tempi)